# Kiawah Island
Kiawah Island és una població dels Estats Units a l'estat de Carolina del Sud. Segons el cens del 2000 tenia 1.163 habitants.

## Demografia
Segons el cens del 2000, Kiawah Island tenia 1.163 habitants, 557 habitatges i 474 famílies. La densitat de població era de 40,2 habitants/km².
Dels 557 habitatges en un 6,1% hi vivien nens de menys de 18 anys, en un 82,9% hi vivien parelles casades, en un 1,1% dones solteres, i en un 14,9% no eren unitats familiars. En el 13,1% dels habitatges hi vivien persones soles el 7,4% de les quals corresponia a persones de 65 anys o més que vivien soles. El nombre mitjà de persones vivint en cada habitatge era de 2,09 i el nombre mitjà de persones que vivien en cada família era de 2,25.
Per edats la població es repartia de la següent manera: un 6% tenia menys de 18 anys, un 1,5% entre 18 i 24, un 6,4% entre 25 i 44, un 48,8% de 45 a 60 i un 37,3% 65 anys o més.
L'edat mediana era de 61 anys. Per cada 100 dones de 18 o més anys hi havia 98,7 homes.
La renda mediana per habitatge era de 76.114$ i la renda mediana per família de 83.829$. Els homes tenien una renda mediana de 60.938$ mentre que les dones 32.500$. La renda per capita de la població era de 47.782$. Entorn del 4,4% de les famílies i el 6,4% de la població estaven per davall del llindar de pobresa.

## Poblacions més properes
El següent diagrama mostra les poblacions més properes.